# Huayllay (distrito)
Huayllay é um distrito do Peru, departamento de Pasco, localizada na província de Oxapampa.

## Transporte
O distrito de Huayllay é servido pela seguinte rodovia:
- PE-20A, que liga o distrito de Tinyahuarco (Região de Pasco) à cidade de San Martín de Porres (Província de Lima)
- PE-20C, que liga o distrito de Aucallama (Região de Lima) à cidade [2][3][4]